# Чилгази
Чилгази (Чильгазы, Чилгазы) — село в Исфаринском районе Согдийской области Республики Таджикистан. Расположено в предгорьях Туркестанского хребта в Ферганской долине, между горами Гузлон и Ганджак. Находится в 9 километре автодороги «Исфара-Лаккон». 
Археологические раскопки доказали, что Чилгази появилось в 1 веке до нашей эры (Раскопки в доме Хамроева Эсуфджона, Саъдиева Абдурахмона и территория средней школы #36, 1980-е годы). Исторические памятники — Мавзолеи Шерали-бобо, Гумбаз-бобо и другие. Здесь родился Абдуллочон Исхоки — знаменитый учёный-археолог, профессор, первооткрыватель Саразма, в его честь названа одна из улиц села (бывшая ул. 1 мая). Достопримечательность — статуя орла в комплексе «Куш», самая большая в Средней Азии, на севере села, у подножия горы Гузлон (Скульптор Зафар Хамдамов). Имеется рынок Джумабазар. Культурно-досуговые центры — «Базмгохи Чилгази», «Туйхонаи Бахт», «Базморо».
Люди в основном занимаются сельским хозяйством, торговлей и животноводством. Джамоат имеет 5 общеобразовательных школ, 1 лицей, краеведческий музей, 2 чайханы, библиотека, дом быта «Риштаи мехр», 2 АЗС, баня, дом культуры, Ассоциация «Оби Чилгази», стадион, птицефабрика «Мурги Чилгази», 1 больница с поликлиникой и много десятков дехканских и фермерских хозяйств.